# Мыло

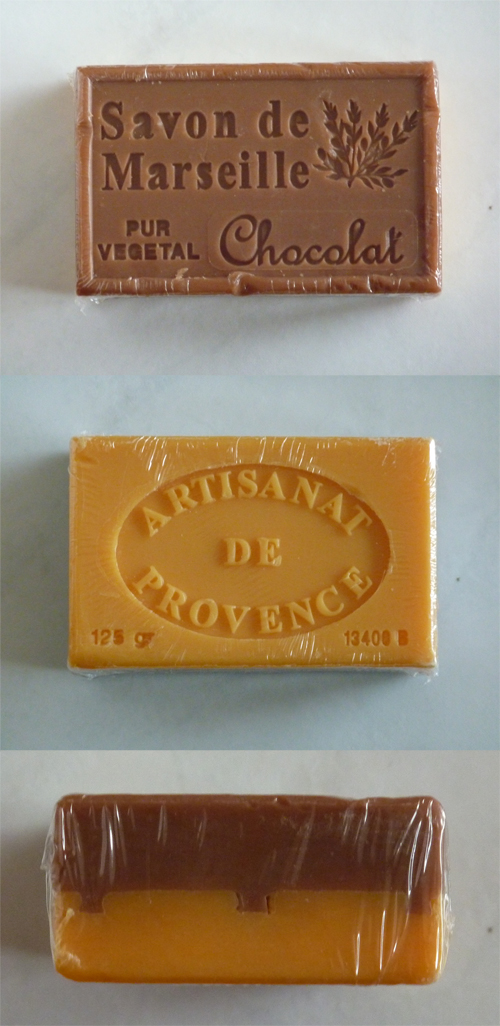
Марсельское мыло

Два эквивалентных изображения химической структуры стеарата натрия, типичного ингредиента хозяйственного мыла

Мы́ло — моющее средство гигиенической косметики (туалетное мыло) или бытовой химии (хозяйственное мыло), основным компонентом которого являются водорастворимые соли жирных кислот (например стеарат натрия) — продукт взаимодействия щёлочи с натуральными или синтетическими жирными кислотами. Моющее действие мыла основано на способности его водного раствора пениться и проникать в поры различных веществ; вместе с жирами образовывать эмульсии: обволакивать жировые загрязнения, заставлять их отделяться от поверхности вещества и удерживаться во взвешенном состоянии. К мылам также относят щелочные соли смоляных (канифольных) и нафтеновых кислот.
Это свойство олеофильности молекул мыла по отношению к жирам и воде. Водорастворимые мыла относятся к анионным поверхностно-активным веществам.
При мытье рук, когда мыло намыливается небольшим количеством воды, происходит уничтожение микроорганизмов в связи с разрушением фосфолипидной мембраны и денатурацией их белков.
Мыло не следует путать с синтетическими моющими средствами, изготавливающимися на основе синтетических поверхностно-активных веществ (например лаурилсульфат натрия), которые могут производиться из растительных жиров или из продуктов химической переработки нефти — алкилбензосульфонаты и т. п.
Под торговым наименованием «жидкое мыло» как правило встречается синтетическое моющее средство для мытья рук, которое в строгом смысле не является мылом и по химическому составу ближе к шампуням, гелям для душа и средствам для мытья посуды.
Кроме бытового назначения, мыла́ также используются в качестве эмульгаторов, смачивателей, загустителей некоторых смазочных материалов (солидол, литол, консталин) и предшественников катализаторов.

## История

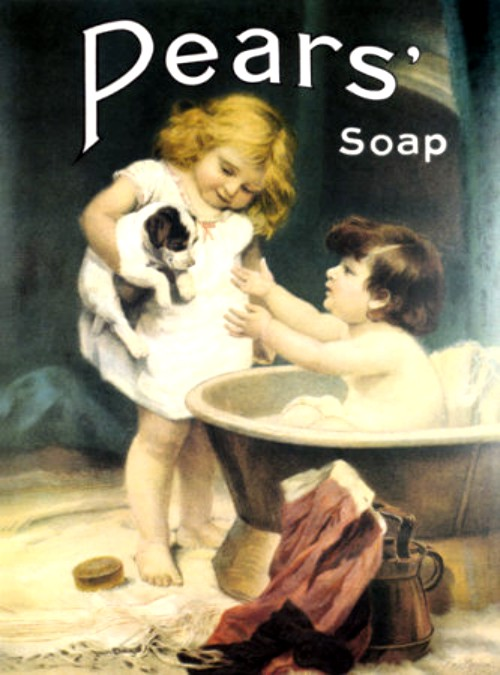
Реклама мыла «Он следующий» кисти Фредерика Моргана (до 1915)

Самые древние упоминания об изготовлении мыльного раствора археологи нашли на шумерских табличках, датирующихся примерно 2500 годом до н. э. Изготавливали его так: брали смесь древесной золы и козлиного жира, заливали водой и кипятили.
Древние египтяне для гигиены использовали соду. Папирус Эберса (1550 год до н. э.) также упоминает некую мылоподобную субстанцию из животных (гусь) и растительных жиров с добавлением свинца (экстракт галенита) или карбоната натрия (извлекаемого из Нила).
Широко применяли подобные моющие средства и в Древнем Риме, где впервые встречается упоминание мыла (лат. sapo, затем перешедшее во многие романские языки) у Плиния Старшего в «Естественной истории» 77 год н. э. В древнерусской литературе мыло упомянуто в Домострое (XVI век). В Китае на протяжении веков применялись растительные растворы, которые заменяли мыло. Использовали пепел растений для удаления жира, его смешивали с измельчёнными морскими ракушками. Получалось щелочное соединение, которое выводило пятна.
В VII веке в Неаполе была образована гильдия мыловаров. К XIV веку мыло было доступно по всей Европе. «Прежде чем надеть одежду, её красят и моют с мылом. В Англии доступно мыло нескольких разновидностей. Лучшее — кастильское, которое продают в брикетах (cakes). Его делают в Испании из средиземноморского, более слоеного поташа, так что мыло получается более твёрдым и менее едким, чем в Северной Европе. Стоит оно 4 пенса за брусок. Более дешёвое белое, серое и чёрное хозяйственное мыло производят в Англии. Этот вид мыла жидкий (одна бочка в 80-х годах XIV века стоила около 13 шиллингов 4 пенсов); для использования его сливают в миски. У прачек, склонившихся над тазами и стиральными досками либо утаптывающих одежду в ручье, на ногах от чёрного мыла серые пятна. Естественно, чёрным мылом белый лён стирать нельзя, так что приходится покупать более дорогое, белое. Жидким мылом нельзя мыть руки, оно тут же повредит кожу — достаточно взглянуть на волдыри, покрывающие руки и ноги прачек — но зато его много где можно достать: Генрих Ланкастер обновил запасы мыла, отправляясь в крестовый поход в Пруссию в 1391 году».
Из Византии в Россию вместе с религией пришло и мыло. Впервые на Руси мыло упоминается в новгородских берестяных грамотах. Мыловарение поощрял Пётр I, хотя и в военно-промышленном комплексе: при нём с мылом стирали сукно и парусину.
В 1808 году французский химик Мишель Эжен Шеврёль (1786—1889) по просьбе владельцев текстильной фабрики установил состав мыла. В результате анализа оказалось, что мыло — это смесь натриевых солей высших жирных (карбоновых) кислот.
Француз Генрих Брокар открыл в Москве в 1864 году первое мыловаренное производство, в будущем фабрика Новая заря. Его достижением стало то, что мылом теперь могли пользоваться и бедные люди: «народное мыло» стоило 1 копейку.
В Европе и США непрерывный процесс мыловарения был отработан в конце 1930-х годов вместе с непрерывным процессом гидролиза (расщепления) жиров водой и паром высокого давления в мыловаренных башнях.

## Виды
- Хозяйственное (твёрдое, жидкое или порошкообразное) — для стирки хлопчатобумажных и льняных тканей, и других специальных целей[9].
- Туалетное — для мытья тела, волос, и для бритья[10].
  - Для бритья (в виде мыльных палочек, порошка или крема)[11].
  - Для мытья головы (жидкое или порошковое)[12].
- Медицинское (примеры: дегтярное, борное, карболовое) — содержит дезинфицирующие вещества[13][14].
- Экологически чистое средство защиты растений от болезней и вредителей[15]

## Состав
Моющее действие мыла обусловлено несколькими факторами, среди которых важнейшую роль играет образование так называемых мицелл — шариков из молекул мыла. На поверхности шариков находятся катионы натрия или калия, а внутрь шарика обращены «хвосты» из длинных остатков органической кислоты, которые образуют органическую среду. В этой среде, как в бензине, отлично растворяются жировые загрязнения.
В химическом отношении основным компонентом твёрдого мыла является смесь растворимых солей высших жирных кислот. Обычно это натриевые, реже — калиевые и аммониевые соли таких кислот, как стеариновая, пальмитиновая, миристиновая, лауриновая и олеиновая.
Один из вариантов химического состава твёрдого мыла — C17H35COONa (жидкого — C17H33COOK).
Дополнительно в составе мыла могут быть и другие вещества, обладающие моющим действием, а также ароматизаторы (отдушки, эфирные масла), красители, порошки и скрабирующие добавки (твёрдые частицы измельчённых семян, зёрен, сушёных ягод и трав).

## Технология изготовления
В качестве сырья для получения основного компонента мыла могут использоваться животные и растительные жиры, жирозаменители (синтетические жирные кислоты, канифоль, нафтеновые кислоты, талловое масло).
Получение мыла основано на реакции омыления жиров — гидролиза сложных эфиров жирных кислот (в частности, жиров) со щелочами, в результате которого образуются соли щелочных металлов и спирты.
|                     | Лауриновая кислота | Миристиновая кислота | Пальмитиновая кислота | Стеариновая кислота | Олеиновая кислота    | Линолевая кислота    | Альфа-линоленовая кислота |
| Жирные кислоты      | C12 насыщенная     | C14 насыщенная       | C16насыщенная         | C18 насыщенная      | C18 мононенасыщенная | C18 полиненасыщенная | C18 полиненасыщенная      |
| ------------------- | ------------------ | -------------------- | --------------------- | ------------------- | -------------------- | -------------------- | ------------------------- |
| Животный жир        | 0                  | 4                    | 28                    | 23                  | 35                   | 2                    | 1                         |
| Кокосовое масло     | 48                 | 18                   | 9                     | 3                   | 7                    | 2                    | 0                         |
| Пальмоядровое масло | 46                 | 16                   | 8                     | 3                   | 12                   | 2                    | 0                         |
| пальмовое масло     | 0                  | 1                    | 44                    | 4                   | 37                   | 9                    | 0                         |
| Лавровое масло      | 54                 | 0                    | 0                     | 0                   | 15                   | 17                   | 0                         |
| Оливковое масло     | 0                  | 0                    | 11                    | 2                   | 78                   | 10                   | 0                         |
| Рапсовое масло      | 0                  | 1                    | 3                     | 2                   | 58                   | 9                    | 23                        |

В специальных ёмкостях (варочных котлах) нагретые жиры омыляют едкой щёлочью (обычно гидроксидом натрия). В результате реакции в варочных котлах образуется однородная вязкая жидкость, густеющая при охлаждении — мыльный клей, состоящий из мыла и глицерина. Содержание жирных кислот в мыле, полученном непосредственно из мыльного клея, обычно 40−60 %. Такой продукт имеет название «клеевого мыла». Способ получения клеевого мыла принято называть «прямым методом».
«Косвенный метод» получения мыла заключается в дальнейшей обработке мыльного клея, который подвергают отсолке — обработке электролитами (растворами едкой щёлочи или хлористого натрия), в результате происходит расслоение жидкости: верхний слой, или мыльное ядро, содержит не менее 60 % жирных кислот; нижний слой — подмыльный щёлок, раствор электролита с большим содержанием глицерина (также содержит загрязняющие компоненты, содержавшиеся в исходном сырье). Полученное в результате косвенного метода мыло носит название «ядрового».
Высший сорт мыла — пилированное, получают при перетирании высушенного ядрового мыла на валиках пилирной машины. При этом в конечном продукте содержание жирных кислот повышается до 72−74 %, улучшается структура мыла, его устойчивость к усыханию, прогорканию и действию высоких температур при хранении.
При использовании в качестве щёлочи каустической или кальцинированной соды получают твёрдое натриевое мыло. Мягкое или даже жидкое калиевое мыло образуется, когда применяется гидроксид калия.

## Мыло ручной работы

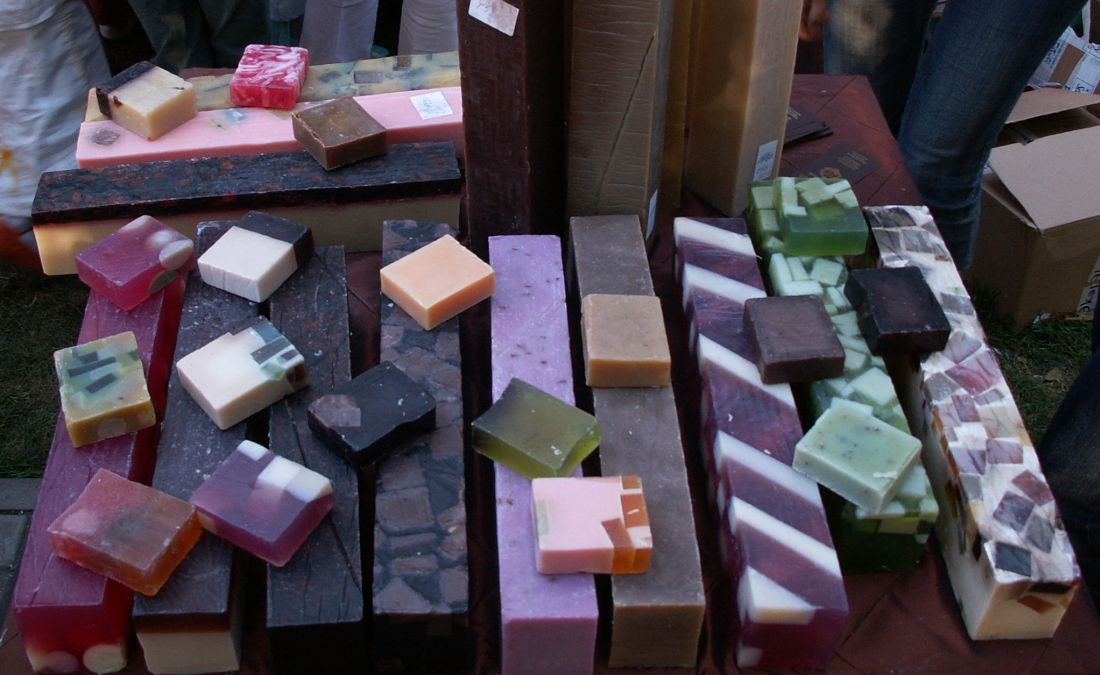
Мыло выпускается разных цветов

Мыло возможно производить вручную несколькими способами. При этом в него могут добавляться эфирные масла, тёртые орехи, молотый кофе, кокосовое масло и т. п., отдушки и ароматизаторы.
Один из способов — перетирание и расплавление уже готового мыла (например, детского). Кусок мыла измельчают на тёрке или ножом, разбавляют водой или иной желаемой жидкостью (например, отвары трав), затем вся масса растапливается на водяной бане. Когда масса становится однородной, её снимают с огня и добавляют эфирные масла и другие ингредиенты по желанию. Трудность этого способа состоит в том, что готовое мыло, используемое мыловаром, довольно тугоплавко и процесс его переваривания долгий. Этот способ используется новичками в мыловарении, поскольку не требует значительных финансовых затрат.
Мыло ручной работы может быть также сделано из специальной мыльной основы, продающейся в специализированных магазинах. Основа также может быть растоплена на водяной бане или в микроволновой печи. В отличие от мыла, полученного промышленным путём, мыло ручной работы хуже мылится, поскольку входящие в состав мыльной основы ингредиенты более щадящие и мягкие. По той же причине оно быстрее истрачивается, чем аналогичного веса промышленное мыло.
Мыло, произведённое из непосредственно щёлочи и жиров вручную, требует от мыловара соблюдения техники безопасности при работе с щёлочью. С другой стороны, полный контроль за процессом создания мыла позволяет мыловару создать именно тот продукт, который ему нужен. Для изготовления твердого мыла используется щелочь NаOH (гидроксид натрия), жирные масла и вода. Чтобы мыло получилось достаточно твердым, с хорошей пеной и не сушило кожу, необходимо правильно подобрать масла и тщательно рассчитать, сколько щелочи и воды потребуется для омыления выбранного количества масел, для этого используется мыльный калькулятор. В составе мыла должны присутствовать:
- масла, которые делают мыло твердым (например, пальмовое масло, какао, кокосовое, оливковое, ши, купуасу, мурумуру и т. п.) — до 65 %;
- пенообразующие и пеностабилизирующие масла (кокосовое, бабассу, пальмоядровое, касторовое (касторовое масло не является пенообразующим, а только пеностабилизирующим)) — до 35 %,
- масла, ухаживающие за кожей, которые обеспечивают мылу хорошие кондиционирующие свойства, смягчают его действие на кожу — до 25 % (например, авокадо, миндальное, манго, макадамии, виноградной косточки и др.).
- Мыло сваренное на 90-100 % из кокосового масла при условии полного омыления обладает очень высокими показателями моющих свойств, не высаливается, потому мылится в солёной воде.

Древний способ — варка мыла из подручных материалов (используется пепел несмолистых пород деревьев, животный жир), смесь из которых проваривается на открытом огне.

## Переработка обмылков
В Камбодже распространена практика изготовления мыла из обмылков. Американский студент Самир Лакхани организовал производство доступного по цене мыла из остатков мыла в крупных отелях. Организованная им компания Eco-Soap Bank на 2016 год собирает обмылки в 170 отелях и перерабатывает их, снабжая дешёвым мылом более 600 тыс. сельских жителей, не имевших до того возможности покупать мыло.

## Использование в технических целях
В технике широко применяется кальциевое и литиевое мыло в качестве загустителя смазок. Так, широко известная смазка солидол представляет собой нефтяное масло, загущенное кальциевым мылом, а литол — такое же масло, загущенное литиевым мылом (литиевая соль стеариновой кислоты).

## Использование в сельском хозяйстве
Мыло, в частности зелёное (калийное), относится к веществам, традиционно применяемым в экологическом сельском хозяйстве и признано Постановлением ЕЭС 2092/91 «Об экологическом земледелии и соответствующей маркировке сельскохозяйственной продукции и продуктов питания» экологически чистым средством защиты растений от болезней и вредителей.
Существует также и негативная оценка воздействия мыла на корневую систему культурных растений
Основными особенностями применения мыльных растворов являются:
- Относительно высокий pH, что может кратковременно компенсировать закисление почвы
- Повышает смачиваемость поверхности композиций с другими агрохимическими препаратами, что увеличивает их эффективность
- Предполагается, что мыло в композиции с табачной пылью увеличивает экстракцию никотина в инсектицидном водном растворе[22]
- Воздействует на дыхательные органы сосущих насекомых (например, тли) и размягчает их хитиновый покров[23]
- Мыльные растворы спокойно переносят растения с мягкими листьями
- Относительно безопасны для пчел, златоглазок, божьих коровок и других природных помощников в борьбе с вредителями